# Monastiráki (Évros)
Monastiráki (en grec moderne : Μοναστηράκι) est une localité située dans le dème d'Alexandroúpoli, dans le district régional d'Évros, dans la périphérie de Macédoine-Orientale-et-Thrace, en Grèce.
Selon le recensement de 2021, la localité compte 183 habitants.